# 天草五人衆
天草五人衆（あまくさごにんしゅう）は、天草諸島の国人衆、天草氏・志岐氏・大矢野氏・栖本氏・上津浦氏のことを指す。
天草五人衆は豊臣秀吉の九州平定の際に臣従し、肥後南部の領主に任じられた小西行長の元で所領を安堵された。しかし、小西行長の宇土城の城普請の要求を、志岐鎮経（志岐麟泉）を筆頭に五人衆は拒否し、天正17年（1589年）に天草種元（天草久種の家臣）・大矢野種基・上津浦種直・栖本親高ら五人衆全てが反乱を起こした（天草国人一揆）。領主の小西行長が助勢に来た加藤清正と共に攻め込み、五人衆は滅亡あるいは服属の運命をたどった。